# Octave Mirbeau
Octave Mirbeau, in italiano conosciuto anche come Ottavio Mirbeau (Trévières, 16 febbraio 1848 – Parigi, 16 febbraio 1917), è stato un giornalista, scrittore, critico d'arte, saggista, drammaturgo e reporter di viaggio francese.
Esponente dell'Impressionismo e dell'Espressionismo letterari, le sue opere sono state tradotte in trenta lingue.

## Biografia

### Lotte estetiche, etiche e politiche

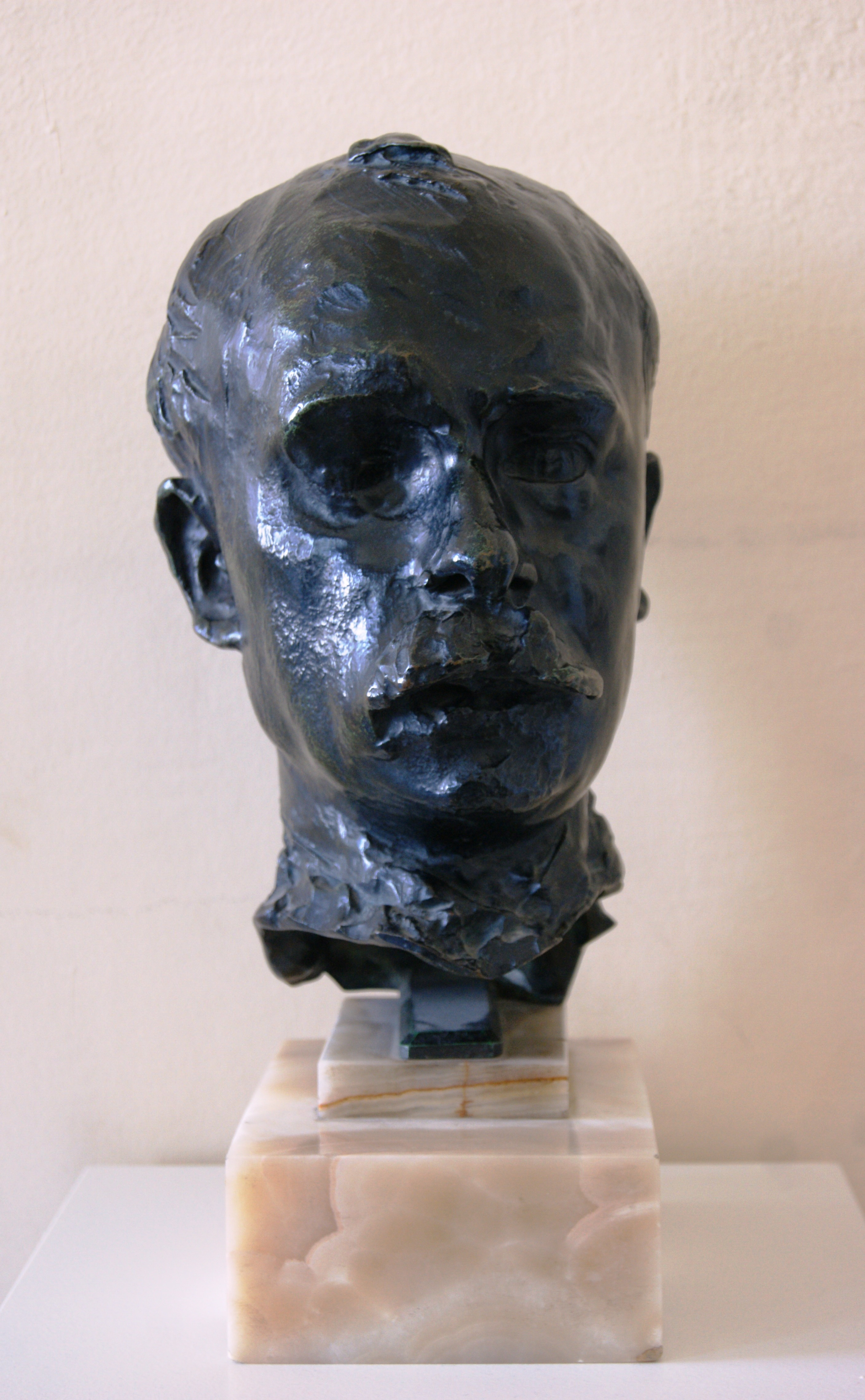
Bronzo di Auguste Rodin del 1889 che ritrae Octave Mirbeau

Fino al 1884-1885 ha scritto per gli altri: è stato un giornalista al servizio dei bonapartisti e della destra (ha collaborato a L'Ordre de Paris e al Gaulois), e un "negro" (ghostwriter) letterario, dopo di che ha iniziato a scrivere e firmare le proprie opere, rifacendosi a personali valori etici ed estetici. Era simpatizzante dell'anarchismo e ardente dreyfusardo (cf. Combats politiques e L'Affaire Dreyfus). In particolare, durante l'Affare Dreyfus, in agosto 1898, pagò la multa e le spese del processo di Émile Zola per J'accuse: 7 555,25 franchi.
Critico d'arte, ha lottato in nome dei suoi "dèi": in particolare si è fatto il paladino di Auguste Rodin, Claude Monet, Camille Pissarro, Paul Cézanne, Félix Vallotton, Édouard Vuillard e Pierre Bonnard, oltre a contribuire a divulgare la fama di Vincent van Gogh, Camille Claudel, Aristide Maillol e Maurice Utrillo (cf. i suoi Combats esthétiques).
Critico letterario e membro dell'Académie Goncourt, è stato un ammiratore di Tolstoj, Dostoevskij, Ibsen e Knut Hamsun, ha fatto conoscere Maurice Maeterlinck e Marguerite Audoux, ha preso la difesa di Léon Bloy e Oscar Wilde, ha sostenuto Remy de Gourmont, Marcel Schwob, Alfred Jarry, Charles-Louis Philippe, Émile Guillaumin, Jules Renard, Valery Larbaud, Marguerite Audoux e Léon Werth (cf. i suoi Combats littéraires). Era un temuto scrittore di pamphlet ed è considerato come una figura essenziale nell'evoluzione del romanzo quale forma narrativa.

### Narrativa

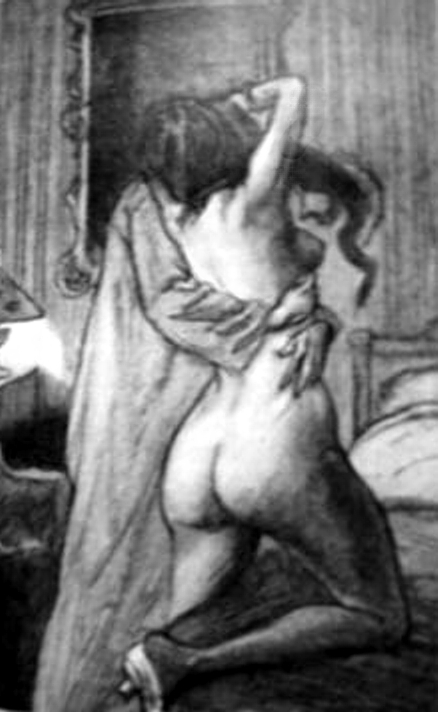
Georges Jeanniot, Le Calvaire (1901)

Dopo aver scritto una quindicina di romanzi come "scrittore ombra" Mirbeau ha fatto il suo ingresso ufficiale nel mondo della letteratura con Il calvario (1886). Nel romanzo, a carattere autobiografico, l'autore adombra i traumi generati in lui dalla passione devastante per una donna di facili costumi, Judith Vinmer, che, nell'opera, porta il nome di Juliette Roux.Nel 1888 pubblica Il reverendo Jules, romanzo dostojevskiano e pre-freudiano ammirato da Tolstoj, in cui compaiono due personaggi: il reverendo Jules e padre Pamphile.In Sébastien Roch (1890) racconta il periodo trascorso nel collegio religioso di Vannes e delle sofferenze.
L'eliminazione della struttura tradizionale del romanzo con velleità realistiche sopraggiunge con le ultime due opere in prosa, La 628-E8 (1907) – che fu pubblicato senza La morte di Balzac, capitolo rimosso all'ultimo momento – e Dingo (1913), completato grazie a Leon Werth. Mirbeau mette sé stesso in scena in qualità di scrittore, inaugurando così il genere dell'autofinzione. Per protagonista non sceglie più degli esseri umani, bensì la sua stessa automobile Charron 628-E8 e il suo cane, Dingo (il libro è narrato dal punto di vista del cane). Rinuncia a qualsiasi trama romanzesca e a ogni tentativo di composizione, alla maniera di Balzac o di Zola. Infine, senza curarsi affatto del "realismo", moltiplica le caricature, le esagerazioni e gli spropositi. Così facendo, Mirbeau ritrova la totale libertà di romanzieri come François Rabelais, Laurence Sterne, Miguel de Cervantes e Denis Diderot e precede alcuni romanzieri del XX secolo.

### Teatro

#### Commedie di costumi

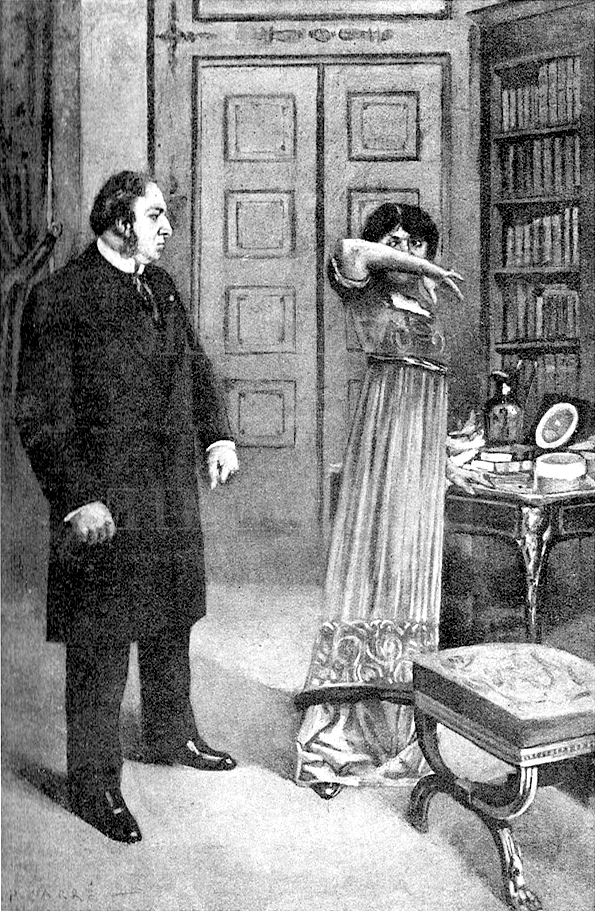
Il Focolare, atto II

Dopo la rappresentazione della tragedia proletariana, I cattivi pastori (Les Mauvais bergers, 1897), Mirbeau ha conosciuto il successo a teatro con una grande commedia classica, di costumi e caratteri, che s'inscrive nella tradizione di Molière : Gli affari sono gli affari (Les affaires sont les affaires, 1903). Il protagonista porta simbolicamente il nome d'Isidore Lechat ed è il prototipo del moderno affarista, prodotto del nuovo mondo, capace di trarre vantaggio da qualsiasi cosa e di avere mire espansionistiche sul mondo intero.
Nel 1908, al termine di una lunga battaglia giuridica e mediatica, Mirbeau riesce a far rappresentare alla Comédie-Française un'opera a carattere scandalistico, Le Foyer.

#### Farse e moralità
Mirbeau ottiene anche che vengano rappresentate sei opere in un solo atto, estremamente innovatrici, pubblicate in un secondo momento con il titolo di Farces et moralités (Farse e moralità) (1904). Numerose sono le anticipazioni del teatro di Bertold Brecht, Marcel Aymé, Harold Pinter ed Eugène Ionesco che vi si possono ritrovare, così come le contestazioni di ordine prettamente linguistico (l'autore demistifica la legge e ridicolizza sia il discorso dei politici sia quello degli innamorati).

### Cinema
- Il diario di una cameriera ha avuto cinque trasposizioni cinematografiche e una televisiva, tra cui The Diary of a Chambermaid di Jean Renoir (1946) e Le journal d'une femme de chambre di Luis Buñuel (1964).
- Dal libro Gli affari sono gli affari, oltre al lavoro teatrale Les affaires sont les affaires, è stato tratto il film Business Is Business diretto da Otis Turner (1915)
- Il romanzo Il giardino dei supplizi è stato trasposto nel 1979 nell'omonimo film erotico, diretto da Christian Gion.

## Opere

### Romanzi
- L'Écuyère (con lo pseudonimo di Alain Bauquenne), 1882.
- La Maréchale. Mœurs parisiennes (con lo pseudonimo di Alain Bauquenne), 1883.
- La Belle Madame Le Vassart (con lo pseudonimo di Alain Bauquenne), 1884.
- Dans la vieille rue (con lo pseudonimo di Forsan, ovvero Dora Melegari), 1885.
- La Duchesse Ghislaine (con lo pseudonimo di Forsan), 1886.
- Le Calvaire, 1886; trad. it. di Menelao Lemani, Il calvario, 1887; trad. di Vittorio Bandini, Modernissima, Milano, 1921; trad. di Ida Porfido, Graphis, Bari, 2010.
- L'Abbé Jules, 1888; trad. di Albertina Palau, L'Abate Giulio, Salani, Firenze, 1901; trad. di Francesco Fiorentino, Il reverendo Jules, Marsilio, Venezia, 2003.
- Sébastien Roch, 1890; trad. it. Sebastiano Roch, 1910 ; trad. di Ida Porfido, Sébastien Roch, Marsilio, Venezia 2005. ISBN 88-317-8753-5.
- Nel cielo (Dans le ciel), 1892-93 (prima edizione in volume nel 1989). Prima trad. italiana di Albino Crovetto, Skira, Milano 2015.
- Le Jardin des supplices, 1899; trad. di Giuseppe Piemontese, Il giardino dei supplizi, 1917, 1920, 1921, 1925, 1930, 1934, 1946, 1952, 1967, 1969; trad. Roberta Maccagnani, 1984, 1985; ; trad. Fabio Vasarri, SugarCo, Milano, 1991 ISBN 88-7198-108-1; trad. di Mariella Giacometti, 1995 ISBN 88-454-0724-1
- Le Journal d'une femme de chambre, 1900; trad. di Jolanda Gianoli, Le memorie d'una cameriera, 1901, 1945, 1974, 1993, 2000; trad. di Augusto Sevartelli, Diario di una cameriera, 1936, 1966, 1982; trad. Mario Ajres-Lia, Le memorie licenziose di una cameriera, Sonzogno, Milano, 1986 ISBN 88-454-0685-7; trad. Anna Franchi, TEA, Milano, 1988. ISBN 88-7819-053-5
- I 21 giorni di un nevrastenico (Les 21 jours d'un neurasthénique), 1901 (I 21 giorni di un nevrastenico, 2017)..
- La 628-E8, 1907; trad. it. di Cesare Castelli, Attraverso l'Europa in automobile (la 628-E8), 1909-1910; trad. di Raffaella Cavalieri, La 628-E8. Viaggio in automobile attraverso il Belgio e l'Olanda, 2003 (Città di Castello, Edimond).
- Dingo, 1913; trad. Decio Cinti, Sonzogno, Milano, 1938 (rist.: 1961) ; Dingo, Elliot, 2017.
- Les Mémoires de mon ami, 1919 (novella, in Chez l'illustre écrivain).
- Un gentilhomme, 1920.

### Teatro
- I cattivi pastori (Les Mauvais bergers, 1897, tragedia); trad. it. di Luigi Fabbri, 1911.
- Gli affari sono gli affari (Les affaires sont les affaires, 1903, commedia); trad. it. di Decio Cinti, Sonzogno, Milano, 1925.
- Farse e moralità (Farces et moralités, 1904); trad. it. di Fausto Valsecchi, 1914, 1930.
- Le Foyer, 1908 (commedia).
- Dialogues tristes, Eurédit, 2006.

### Racconti
- Appunti per un avvocato (Mémoire pour un avocat, 1894); trad. it. 1920.
- Dans l'antichambre (Histoire d'une Minute) (1905), con illustrazioni di Edgar Chahine, Librairie de la Collection des Dix, A. Romagnol Editeur, Collection de l'Académie Goncourt.
- La Vache tachetée (1918).
- La botte di sidro (La Pipe de cidre, 1919); trad. it. di Decio Cinti, Sonzogno, Milano, 1920.
- La morte di Balzac (La Mort de Balzac), 1989.
- Contes cruels (Racconti crudeli), 2 volumi (1990 e 2000). Raccolta di 150 racconti.
- Contes drôles (1995).
- Le perle morte (Genova, Il Canneto editore, 2015), raccolta di cinque racconti: La camera chiusa, Le acque mute, La testa tagliata, Le perle morte, Scena di folla, di cui i primi quattro in prima trad. italiana di Albino Crovetto.

### Critica d'arte
- Combats esthétiques, 2 volumi (1993).
- Premières chroniques esthétiques (1995).
- Combats littéraires (2006).
- Passioni e anatemi - Cronache d'arte, Castelvecchi, 2017.
- Rodin, Castelvecchi, 2017.

### Testi politici

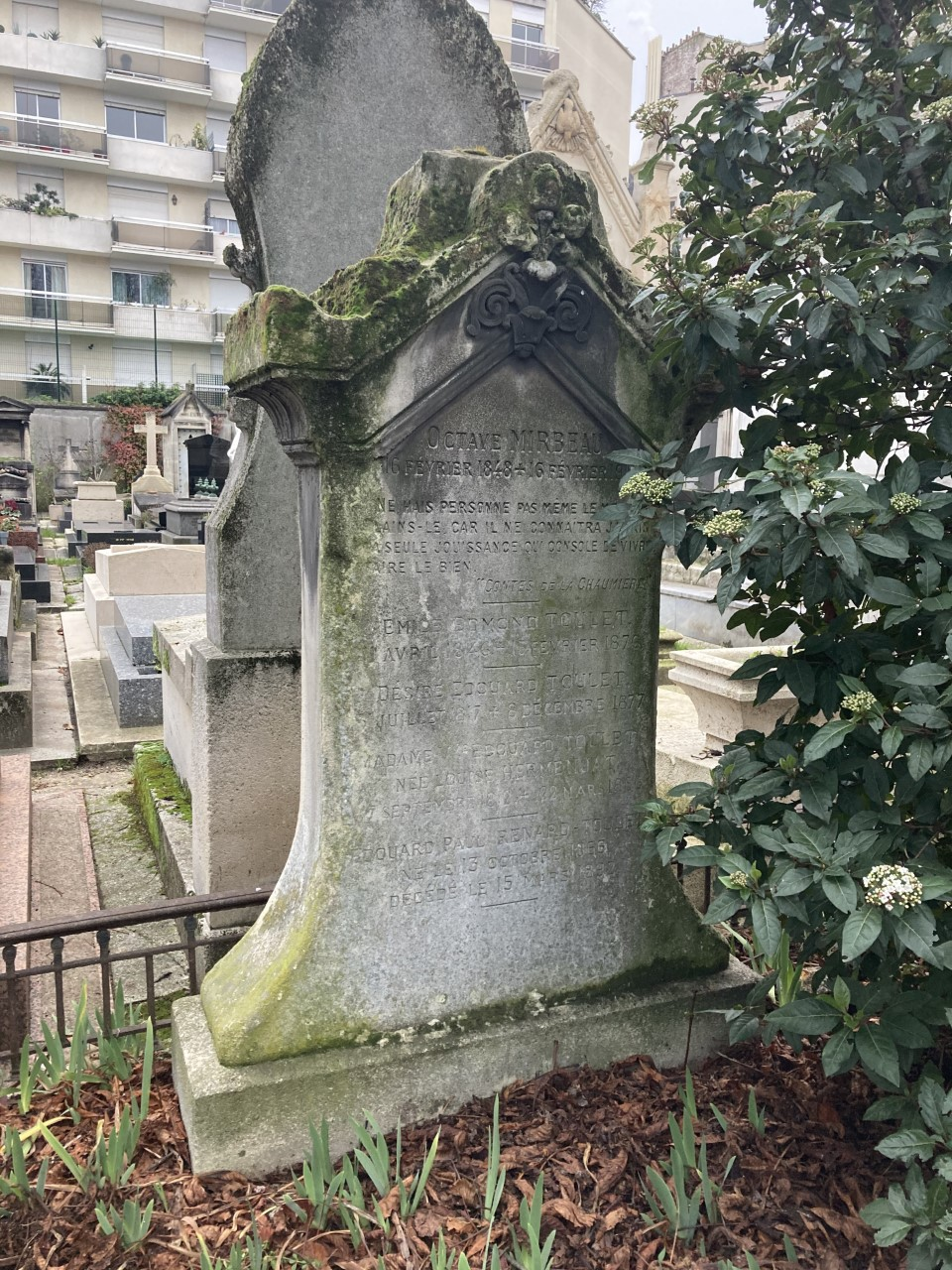
Tomba.

- Lo sciopero degli elettori (La Grève des électeurs, 1902).
- Combats politiques (1990).
- L'Affaire Dreyfus (1991).
- Lettere dall'India (Lettres de l'Inde, 1991).
- L'amore della donna venale (L'amour de la femme vénale, 1994), trad. it. 2005.
- Chroniques du Diable (1995).

### Carteggi
- Lettres à Alfred Bansard des Bois (1989)
- Correspondance avec Auguste Rodin (1988), avec Claude Monet (1990), avec Camille Pissarro (1990), avec Jean-François Raffaëlli, avec Jean Grave (1994), avec Jules Huret (2009).
- Correspondance générale, 3 volumi (1862-1894) già pubblicati (nel 2003 e nel 2005) ; il terzo volume (1895-1902) è uscito nel 2009. L'ultimo volume deve uscire nel 2018.

## Bibliografia

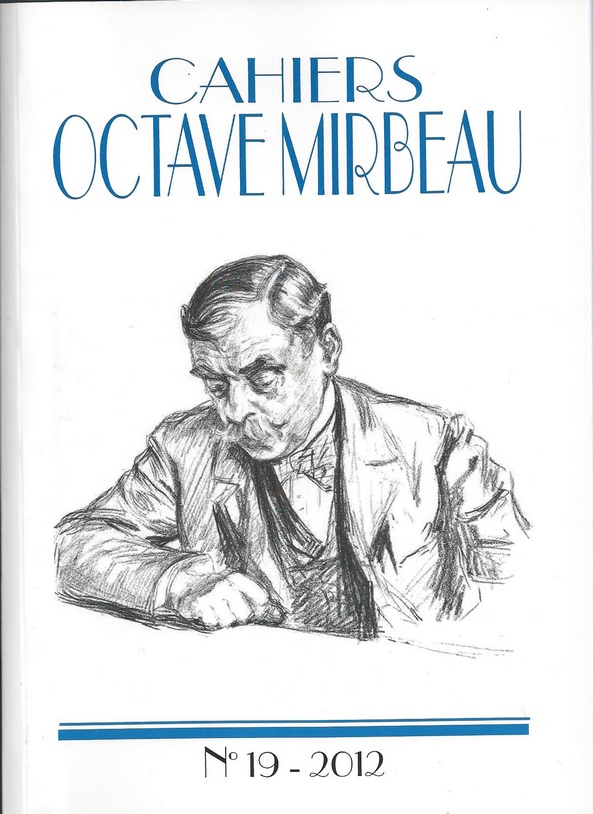